# Arthur Somerset

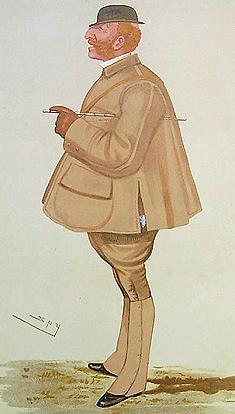
Karykatura Lorda Somerseta zamieszczona w Vanity Fair 19 listopada 1887 r.

Henry Arthur George Somerset (ur. 17 listopada 1851 w Troy House, zm. 26 maja 1926) – brytyjski arystokrata, syn Henry'ego Somerseta, 8. księcia Beaufort i lady Georgiany Charlotte Curzon, córki 1. hrabiego Howe. Członek najbliższego otoczenia księcia Walii, major Royal House Guards.
Lord Somerset był zamieszany w tzw. "skandal z Cleveland Street". W 1889 r. wyszło na jaw, że wielu wpływowych brytyjskich arystokratów (wśród nich Albert Wiktor, książę Clarence i Avondale, wnuk królowej Wiktorii) było regularnymi klientami domu publicznego mieszczącego się przy Cleveland Street nr 19, w którym korzystali z seksualnych usług młodocianych męskich prostytutek. Kontakty homoseksualne w ówczesnych czasach były nielegalne. Wydarzenia te wywołały nagonkę na homoseksualistów.
Po wydarzeniach, podczas dochodzenia policji przeciwko niemu, udało mu się zbiec z kraju, gdzie m.in. w Hamburgu i Florencji pozostał aż do swojej śmierci w 1926 r.